# Пала (губа)
Пала-губа, Пала, Палагуба — залив на территории ЗАТО Александровск Мурманской области России.

## История
В 1920 году на южном берегу Пала-губы возник посёлок с таким же названием. С 1958 года находится в черте города Полярный.

## География
Палагуба находится к югу от Оленьей губы, с которой соединяется в северной части. Она имеет длину 4,5 км и максимальную ширину около 1,2 км в центральной части. Берег Пала-губы сильно изрезан и образует несколько бухт. Берега почти везде высокие и каменистые, а на западе достигают 127,2 м в высоту. Максимальная глубина бухты составляет 58 метров.
Восток центральной части Пала-губы занимает Корабельная бухта, недалеко от которой расположен города Полярный. Несколько коротких ручьев впадают в залив, вдоль берегов находятся небольшие озёра.
У входа в бухту находится Палагубский маяк.

## Острова губы
Помимо 8 безымянных островков, в бухте  находятся:
- Остров Шалим. Длина около 1 км, ширина до 250 метров. Высшая точка — 31,1 метр над уровнем моря.
- Остров Зелёный, одноименный с островом у входа в Кольский залив. Расположен в южной части губы и имеет длину 200 метров при наибольшей ширине в 80 метров.
- Остров Гагачий, расположенный в 380 метрах к юго-востоку от Зелёного, имеет длину 140 метров и ширину всего 60 метров.